# Hping
hping – darmowy generator pakietów i analizator protokołu TCP/IP. Został stworzony przez Salvatore Sanfilippo (znanego również jako Antirez). Jest narzędziem do audytowania i sprawdzania bezpieczeństwa zapory sieciowej oraz sieci i był wykorzystywany w technice skanowania zwanej „idle scan” (wymyślonej przez autora tego programu w 1998 roku), a teraz zaimplementowanej w Nmap. Nowsza wersja hping – hping3, pozwala na korzystanie ze skryptów pisanych w języku Tcl, dzięki czemu programiści mogą pisać skrypty odnoszące się do nisko poziomowych pakietów TCP/IP, by analiza stała się mniej czasochłonna.
Jak większość narzędzi używanych do sprawdzania bezpieczeństwa hping jest zarówno używany przez administratorów sieci jak i crackerów (czy script kiddies).

## Historia
Wersje od najnowszej:
- hping3 – został wydany 5 listopada 2005 roku.
- hping2

1. hping 2.0.0 release candidate 3
2. hping 2.0.0 release candidate 2
3. hping 2.0.0 release candidate 1

hping2 został przeportowany na Windowsa przez Roba Turpina, najnowsza edycja to zasługa: Kevina Johnsona i Jamesa Fieldsa. Wersję dla Mac OS X dostarczył Hans-Joachim Knobloch.
Aby uruchomić program pod systemem operacyjnym Microsoft Windows niezbędne są: WinPCap i Cygwin.